# Усманова, Нилюфар Ибрагимовна
Нилюфар Ибрагимовна Усманова (узб. Nilufar Ibrohimovna Usmonova; 6 апреля 1987, Ташкент, Узбекская ССР, СССР) — узбекская певица и актриса. Занимается сольной карьерой.

## Биография
Нилюфар Усманова родилась 6 апреля 1987 года в Ташкенте в творческой семье музыканта Ибрагима Хакимова и «примадонны узбекской эстрады» Юлдуз Усмановой. Как зачастую складывается, в творческой семье и ребёнок растёт творческой натурой, разносторонней личностью. Сегодня Нилюфар Усманова — известная артистка эстрады и кино, счастливая супруга и мать пятерых детей (три сына и две дочери). Увлекается конным спортом, рисованием, пишет стихи, планирует выпуск собственной линии одежды и является инициатором акций и проектов, направленных на поддержку детей и молодежи. Начальное образование получила в школах № 18 (г. Маргилан) и № 17 (г. Ташкент). В возрасте 10 лет родители отправили её в Великобританию, где она находилась четыре года и получила образование в таких образовательных учреждениях как Vinehall School (1996—1999 гг.) и Sherborne International College (1999—2000 гг.). В 2001 году Нилюфар вернулась в Узбекистан, поступив в Tashkent Ulugbek International School и окончив учебное заведение в 2004 году. В 2006 году, Нилюфар, мечтая стать юристом, поступает в Ташкентский Государственный Юридический Университет и оканчивает в 2013 году.

### Личная жизнь
В 2004 году Нилюфар Усманова вышла замуж за молодого перспективного юриста Новзода Саидгазиева. В 2004 году в молодой семье рождается первенец — сын Саидаъзам и в этом же году супруги разводятся. В 2009 году Нилюфар выходит замуж во второй раз. В этом браке в 2011 году на свет появляется сын Ибрагим, а в 2012 году сын Сулейман. В 2017 году Нулюфар подарила мужу дочь Саъдию. В августе 2018 года, певица стала мамой в пятый раз, у неё появилась вторая дочь София. Имя своего супруга Нилюфар Усманова не разглашает, но часто подчеркивала, что в этом браке царит мир и понимание.

### Карьера
В возрасте 8 лет Нилюфар исполнила в дуэте со своей матерью Юлдуз Усмановой свою первую песню «Шайтонга буйсунган юраклар». В 1995 году в свет вышел клип на песню «Шайтонга буйсунган юраклар» и в этом же году, в рамках сольного концерта Юлдуз Усмановой, Нилюфар впервые появилась на большой сцене, дебютировав с мамой. В 1995 году сыграла главную роль в фильме «Болажон» с известным узбекским актёром Мирзабеком Холмедовым и своей мамой Юлдуз Усмановой. По началу, Нилюфар Усманова не стремилась создавать профессиональную певческую карьеру, она мечтала стать юристом с детства, но творческое начало «взяло верх». 
…Папа у меня музыкант, а мама - певица. У меня просто не было другого выбора (смеется). Наверное, это гены. С самого детства, когда я слышала музыку, мне хотелось встать и петь. Я не могла сидеть и просто её слушать. Было огромное желание петь самой и зажечь публику
 «Кузичок», «Отажон», «Бувижон» (презентация на фестивале «Замин юлдузлари»), «Янги йил-Янги аср»(премьера на новогоднем праздничном шоу «Юлдуз — шоу»), «Юр», «Сендан озодман» были исполнены Нилюфар Усмановой в период с 1997 по 2002 года. В 2002 и 2003 годах снялась в фильмах «Мухаббат синовлари — 1» и «Мухаббат синовлари — 2». Её профессиональная карьера началась в 2005 году, с выхода песни «Болам шу юрт сеники», на которую вдохновил Нилюфар её первенец — Саидаъзамхон. В 2006 году подписан контракт с компанией «Tarona Records» и в этом же году Нилюфар снимается в фильме «Бурилар» в главной роли. В 2007 году в свет выходит песня «Таслим булдим», ставшая впоследствии хитом (автор Юлдуз Усманова). В том же году выходит очередной хит «Бир кунинг бахш эт!» и по сей день является визитной карточкой Нилюфар Усмановой. В 2008 году записан первый студийный альбом «Таслим булдим!», а также новый сингл «Бевафо ёрим». В 2009 году состоялся выпуск второго студийного альбома «Бахтингни кутгин», большинство синглов которого были исполнены в дуэтах с певцами отечественной эстрады (с Отабеком Муталходжаевым «Майли-майли», с Акбаром Атамухамедовым (гр. «Садо») «Вой-дода», с Шахруххоном «Сенгабулсин!» и с Шахриёром). В этом же году записана песня «Учаркиз». В 2010 и 2011 годах в свет выходят такие хиты как «Фаришталар» (саундтрек к фильму «Пойма-пой»), «Тасанно» «Хаёлим угриси», «Серобгинам», «Карай оласанми?». Следующий 2012 год ознаменован премьерой синглов и клипов «Жани», «Кайт», дуэтами «Айтишув» с Донияром Бектурдиевым (певцом из Хорезма) и «Илло» с Юлдуз Усмановой. В 2013 году записаны синглы и сняты клипы «Ана-ана» и «Кадримга ет», «Эй бола», «Унутгин».
2014 год: «Чапанигина Узбегим», «Куйла-куйла». 31 января и 1 февраля 2015 года в Стамбуле (Турция) Нилуфар Усманова выступила с концертной программой. Репертуар состоял из абсолютно разных по жанру и настроению композиций, а каждая песня — это определённая жизненная ситуация, прожитая и прочувствованная артисткой. Весной 2015 года прошли съёмки двух клипов на песни «Maktab» и «Dunyo». В июне прошли съёмки клипа на песню «Бир донанг булай», а сам клип поклонники творчества Нилюфар смогут увидеть уже в июле 2015 года.

## Дискография

### Студийные альбомы
| Таслим булдим | Таслим булдим |
| --- | --- |
| Высшие позиции в чартах: — | |
| Список композиций 1. Таслим булдим 2. Ёниб ёниб 3. Качон сезади юрагин 4. Хаирбевафо 5. Юр 6. Ужар Нилюфар 7. Кечиргин 8. Барча шодлик 9. Озодман 10. Айбим севганим 11. Сен ягонамсан 12. Согиниб кур 13. Бир кунинг бахш эт | Данные - Год выпуска: 2008 - Жанры : поп-музыка - Продюсеры: Юлдашев Равшанбек - Страна: Узбекистан - Лейбл: «Tarona Records» |

| Бахтингни кутгин | Бахтингни кутгин |
| --- | --- |
| Высшие позиции в чартах: — | |
| Список композиций 1. Армонли мухаббат 2. Аелонаман 3. Бахтингни кутгин 4. Бевафоим 5. Дейман 6. Хаётгузал 7. Мендан ортик мендан 8. Сен этим эмассан 9. Учаркиз 10. Ошиклигим билмадинг 11. Вой дода 12. Майли майли 13. Янги йил | Данные - Год выпуска: 2009 - Жанры : поп-музыка - Продюсеры: Юлдашев Равшанбек - Страна: Узбекистан - Лейбл: «Tarona Records» |

| Кадримга ет | Кадримга ет |
| --- | --- |
| Высшие позиции в чартах: — | |
| Список композиций 1. Тасанно 2. Бахор 3. Хаелимни угриси 4. Фаришталар 5. Серобгинам 6. Карайоласанми 7. Уйландинг 8. Гузал хаёт 9. Кайт 10. Ана-ана 11. Жани 12. Тегаман (с группой «Божалар») 13. Согинмайман 14. Кадримга ет 15. Попурри 16. Севганмисиз | Данные - Год выпуска: 2013 - Жанры : поп-музыка - Продюсеры: Юлдуз Усманова - Страна: Узбекистан - Лейбл: «Tarona Records» |

| Дуньё | Дуньё |
| --- | --- |
| Высшие позиции в чартах: — | |
| Список композиций 1. Кадримга ет 2. Севги киссаси 3. Мактаб 4. Унутгин 5. Бир кунинг бахш эт 6. Чапанигина Узбегим 7. Шака-бум 8. Хафиз онам 9. Ей бола 10. Куйла 11. Кор 12. Хуш келдинг бахор 13. Илло 14. Ёр-ёр 15. Алла 16. Дона-дона 17. Дуньё | Данные - Год выпуска: 2015 - Жанры : поп-музыка - Продюсеры: «Tarona Records» - Страна: Узбекистан - Лейбл: «Tarona Records» |

## Видеография
| Год  | Клип                                                           | Режиссёр                                     |
| ---- | -------------------------------------------------------------- | -------------------------------------------- |
| 1995 | «Шайтонга буйсунган юраклар»                                   |                                              |
| 1997 | «Отажон»                                                       |                                              |
| 2001 | «Юр»                                                           | Рустам Согдиев                               |
| 2005 | «Болам»                                                        | «9999» студия                                |
| 2006 | «Качон сезади» «Самарканд кизиман»                             | Жасур Шаметов «9999» студия                  |
| 2007 | «Таслим булдим» «Айбим» «Бир кунинг бах шэт»                   | Жасур Шаметов «Шарк синема» Ёдгор Носиров    |
| 2008 | «Ошиклигим билмадинг» «Майлин-майлин» «Вой дода»               | «Шарк синема»                                |
| 2009 | «Бевафо ёр» «Армонли мухаббат» «Фаришталар» «Сен етим эмассан» | Ёдгор Носиров «Шарк синема» «9999» студия    |
| 2010 | «Учар киз» «Тасанно» «Хаёлимни угриси» «Серобгинам»            | «Шарк синема» Ёдгор Носиров Жасур Шаметов    |
| 2011 | «Жани» «Карай оласанми»                                        | Нозим Жумаев Ёдгор Носиров                   |
| 2012 | «Кайт» «Уйландинг»                                             | Акром Толипов «Шарк синема»                  |
| 2013 | «Анна-ана» «Кадримга ет» «Эй бола» «Унутгин»                   | Дилмурод Шарипов Ёдгор Носиров               |
| 2014 | «Чапанигина Узбегим» «Куйла-куйла»                             | Сарвар Исаев Ёдгор Носиров                   |
| 2015 | «Дунье» «Мактаб» «Бир донанг булай»                            | Тимур Примкулов Yassaviy Йигитали Мамаджанов |

## Фильмография
| Год  | Фильм                    |
| ---- | ------------------------ |
| 1995 | «Болажон»                |
| 2002 | «Мухаббат синовлари»     |
| 2003 | «Мухаббат синовлари — 2» |
| 2007 | «Бурилар»                |
| 2008 | «Бурилар — 2»            |
| 2012 | «Гаройиб орзулар»        |

## Награды и номинации
| Год  | Премия                                        | Номинация            | Результат                                                                                          |
| ---- | --------------------------------------------- | -------------------- | -------------------------------------------------------------------------------------------------- |
| 2007 | «Звёздный хит-парад» радио «Узбегим таронаси» | Золотой диск         | Победа (за песню «Бир кунинг бахш эт!»)                                                            |
| 2010 | «M&TVA»                                       | «Лучшая певица года» | Победа                                                                                             |
| 2011 | «Звёздный хит-парад» радио «Узбегим таронаси» | Золотой диск         | Победа (за песню «Тасанно»)                                                                        |
| 2012 | «Звёздный хит-парад» радио «Узбегим таронаси» | Золотой диск         | Победа (за песню «Карай оласанми» и за дуэт «Айтишув» с Донияром Бектурдиевым (певцом из Хорезма)) |

## Факты
- - Принимала участие в конкурсе «Новая волна — 2008» и дошла до полуфинала конкурса «Новая волна». По семейным обстоятельствам далее в конкурсе не участвовала.
  - Принимала участие в конкурсе «Турквижн — 2013» и заняла 11-е место
  - Активно участвовала во многих благотворительных проектах и акциях Фонда Форума (Благотворительный футбол «Во имя жизни», фестиваль «Асрлар Садоси», благотворительный марафон «Во имя жизни» в поддержку женщин с диагнозом РМЖ и др.)
  - Участвует во всех концертах, организованных Радио «Узбегим таронаси» и «Тарона Рекордс».
  - Участвовала в музыкальном молодёжном проекте «Zo’r- zo’r star» и исполнила дуэт версию своего сингла «Карай оласанми?» с Улугбеком Халиковым (победитель конкурса).
  - Участие на «M&TVA-2011» в качестве ведущей с актёром Адизом Раджабовым.
  - Принимала участие в одной из телепередач Турецкого канала ТRT (прозвучали песни «Жани», «Карай оласанми?», «Сени осмонимга олиб кетаман», «Кизил олма» (живой звук))
  - 31 января и 1 февраля 2015 года в Стамбуле (Турция) прошёл сольный концерт певицы. Репертуар состоял из абсолютно разных по жанру и настроению композиций, а каждая песня — это определённая жизненная ситуация, прожитая и прочувствованная артисткой. 
  - Клип на песню «Мактаб» снимался во время торжественных линеек по случаю окончания школы и стал настоящим сюрпризом для выпускников. Музыку написал Kyamran Silence, текст и мелодию -Yakzon, режиссёр — Yassaviy. Творческая команда певицы вдохновилась идеей клипа Maroon 5 на песню «Sugar», в котором группа врывалась на свадьбы и исполняла песню. Клип снимался прямо во время выступлений — без дублей и повторов.
  - Нилюфар является инициатором акций и проектов, направленных на поддержку детей и молодежи. Например, к Международному Дню защиты детей организовала со своей творческой командой праздник для детей open air.	На интерактивной зелёной площадке можно было поиграть, потанцевать, поучаствовать в мастер-классах от молодых художников и создать собственное произведение искусства.
  - В мае 2015 года Нилюфар Усманова стала одной из первых представительниц отечественной эстрады с персональной страничкой на престижном музыкальном видеоканале Vevo.

## Награды
- Медаль «Шухрат» (24 августа 2021) — за особые заслуги в повышении научно-интеллектуального потенциала и духовности нашего народа, развитии сфер образования, здравоохранения, культуры, литературы, искусства, физического воспитания и спорта, а также средств массовой информации, большой вклад в обеспечение прогресса страны, укрепление мира и социально-духовной стабильности в обществе, воспитание здорового и гармонично развитого молодого поколения в духе патриотизма, а также активную общественную деятельность[1].